# All or Nothing (album Fat Joe)
All or Nothing este un album semnat Fat Joe, care a fost lansat pe data de 14 iunie 2005.

## Ordinea pieselor
| #  | Titlu                         | Producator(i)              | Invitat(ți)                         |
| -- | ----------------------------- | -------------------------- | ----------------------------------- |
| 1  | „Intro”                       | Streetrunner               | Fat Joe                             |
| 2  | „Does Anybody Know”           | The Runners DJ Nasty & LVM | Fat Joe                             |
| 3  | „Safe 2 Say (The Incredible)” | Just Blaze                 | Fat Joe                             |
| 4  | „So Much More”                | Cool & Dre                 | Fat Joe                             |
| 5  | „My Fofo”                     | Cool & Dre                 | Fat Joe                             |
| 6  | „Rock Ya Body”                | Cool & Dre                 | Fat Joe                             |
| 7  | „Listen Baby”                 | Swizz Beatz                | Fat Joe Mashonda                    |
| 8  | Get It Poppin'”               | Scott Storch               | Fat Joe Nelly                       |
| 9  | „Temptation Pt. 1”            | DJ Khaled                  | Fat Joe                             |
| 10 | „Temptation Pt. 2”            | DJ Khaled                  | Fat Joe                             |
| 11 | „Everybody Get Up”            | Timbaland                  | Fat Joe                             |
| 12 | „I Can Do U”                  | Cool & Dre                 | Fat Joe                             |
| 13 | „So Hot”                      | Cool & Dre                 | Fat Joe R. Kelly                    |
| 14 | „Lean Back (Remix)”           | Lil' Jon                   | Fat Joe Eminem Lil Jon Remy Ma Ma$e |
| 15 | „Beat Novacane”               | DJ Khaled                  | Fat Joe                             |
| 16 | „Hold You Down”               | Streetrunner               | Fat Joe Jennifer Lopez              |

## Topuri
Album - Billboard (SUA)
| Anul | Topul                  | Poziția |
| ---- | ---------------------- | ------- |
| 2005 | The Billboard 200      | 6       |
| 2005 | Top R&B/Hip-Hop Albums | 2       |

Singles - Billboard (SUA)
| Anul | Single            | Topul                            | Poziția |
| ---- | ----------------- | -------------------------------- | ------- |
| 2005 | „Get It Poppin' ” | Hot Digital Songs                | 10      |
| 2005 | „Get It Poppin' ” | Hot R&B/Hip-Hop Singles & Tracks | 17      |
| 2005 | „Get It Poppin' ” | Hot DRap Tracks                  | 6       |
| 2005 | „Get It Poppin' ” | Pop 100 Airplay                  | 8       |
| 2005 | „Get It Poppin' ” | Rhythmic Top 40                  | 4       |
| 2005 | „Get It Poppin' ” | The Billboard Hot 100            | 9       |
| 2005 | „Get It Poppin' ” | Top 40 Mainstream                | 7       |